# Javier Barrientos Grandon
Javier Barrientos Grandon (Ancud, Chile, 17 de junio de 1967) Jurista, doctor en Derecho por la Universidad de Castilla-La Mancha, profesor titular de Universidad e investigador en Historia del Derecho. Es académico de número de la Academia Chilena de la Historia elegido en 2004 como titular de su 5ª medalla; académico correspondiente de la Real Academia de la Historia desde diciembre de 2004; miembro del Instituto Internacional de Historia del Derecho Indiano desde 1995; y de la Sociedad Chilena de Historia y Geografía desde 1995, director del Instituto de Historia del Derecho Juan de Solórzano y Pereyra, y director de la Revista de Historia del Derecho Privado.
Recibió el Premio Internacional de Historia del Derecho Indiano Ricardo Levene (1990-1993) por su obra "La cultura jurídica en la Nueva España. Sobre la recepción de la tradición jurídica europea en el virreinato", publicada en México en 1993. En 2009 se le concedió el Premio "Virrey del Pino", convocado por la Academia Nacional de la Historia de Argentina, por su obra "Un Virrey del Río de la Plata entre guerra e Ilustración".
Actualmente, es profesor titular de Historia del Derecho y de las Instituciones de la Universidad Autónoma de Madrid.

## Obras

### Historia del Derecho Indiano
- La cultura jurídica en el reino de Chile. Bibliotecas de ministros de la Real Audiencia de Santiago (s. XVII-XVIII), Santiago de Chile, Universidad Diego Portales, 1992.

- La cultura jurídica en la Nueva España. Sobre la recepción de la tradición jurídica europea en el virreinato, México, UNAM, 1993

- Historia del Derecho Indiano. Del descubrimiento colombino a la codificación, Roma, Il Cigno Galileo Galilei, 2000.

- Juan Francisco de Montemayor. Un jurista aragonés en las Indias, Zaragoza, Diputación Provincial de Zaragoza, 2001.

- El gobierno de las Indias, Madrid, Marcial Pons, 2004.

### Historia de la Monarquía
- "Los consejeros del rey (1500-1836)", Madrid, Boletín Oficial del Estado, 2023-2025:

Vol. 1. Abad y la Sierra - Aragón y Moncada, Madrid, Boletín Oficial del Estado, 2023
Vol. 2. Aragón y Pignatelli - Borrull y Ramón, Madrid, Boletín Oficial del Estado, 2023
Vol. 3. Bosch Soler de Cornellá - Cerda y Trejo, Madrid, Boletín Oficial del Estado, 2023
Vol. 4. Cerdeño Monzón - Díaz de Argandoña, Madrid, Boletín Oficial del Estado, 2024
Vol. 5. Díaz de la Cabeza - Fernández de Heredia, Madrid, Boletín Oficial del Estado, 2024
Vol. 6. Fernández de Híjar - Giudice Palagano, Madrid, Boletín Oficial del Estado, 2025

### Historia de la codificación
- Código Civil. Concordancias. Historia de la ley. Jurisprudencia. Notas explicativas. Índice temático", 1ª ed. Santiago, Abeledo/Perrot, Thomson Reuters, 2012; 2ª ed. Santiago, Abeledo/Perrot, Thomson Reuters, 2013.

- Historia del Código de Comercio de la República de Chile. Sobre la cultura a través de un libro, Santiago de Chile, Pontificia Universidad Católica de Chile, 2015.

- El Código Civil. Su jurisprudencia e historia, Santiago de Chile, Thomson Reuters, 2016.

### Derecho Civil
- Nuevo derecho matrimonial chileno, Santiago, Lexisnexis, 2004.

- De las uniones de hecho. Legislación, doctrina y jurisprudencia, Santiago, Lexisnexis, 2008.

- Derecho de las personas. El derecho matrimonial, Santiago de Chile, Abeledo/Perrot, Thomson Reuters, 2011.

- Derecho civil no codificado, Santiago de Chile, Thomson Reuters, 2016.

- Las condictiones en el Código Civil. El pago de lo no debido y otros supuestos de su procedencia, Santiago de Chile, Thomson Reuters, 2018.

### Manuales
- Introducción a la Historia del Derecho Chileno, Santiago, Barroco, 1994.

- Curso de Historia del Derecho, Santiago, Lexisnexis, 2004.